# Fluke Corporation
Fluke Corporation és un fabricant nord-americà d'equips de prova, mesura i diagnòstic industrials, inclosos equips de prova electrònics. Va ser iniciat el 1948 per John Fluke mentre treballava a General Electric.

## Història
John Fluke va fundar Fluke Corporation l'octubre de 1953 com a John Fluke Manufacturing Company, Inc., produint equips de mesura elèctrica.
El 1987, Fluke es va associar amb el fabricant holandès d'electrònica Philips. Juntes, les empreses van desenvolupar l'oscimetre, un instrument que combina les característiques d'un oscil·loscopi i un multímetre. Fluke va comprar la divisió de proves i mesures de Philips el 1993 per 41,8 milions de dòlars. La sèrie d'instruments de mesura Philips PM es va reanomenar Fluke.
Fluke va ser comprat per Danaher Corporation el 1998. Danaher es va separar de diverses filials, inclosa Fluke, el 2016 per crear Fortive.

## Filials

### Pomona Electronics
Pomona Electronics és una empresa especialitzada en equips i accessoris de prova electrònica. Va ser fundada l'any 1951 per Joseph J. i Carl W. Musarra, que eren germans. Fundada per fabricar arnesos de cables de prova per examinar tubs de raigs catòdics de televisió. l'empresa va començar en una fàbrica de la mida d'una sala d'estar. El 1976, era propietat d'ITT Industries, que el 1999 el va vendre a Fluke. El 2002, Pomona Electronics va traslladar la seva instal·lació de fabricació a Everett, Washington.

## Galeria

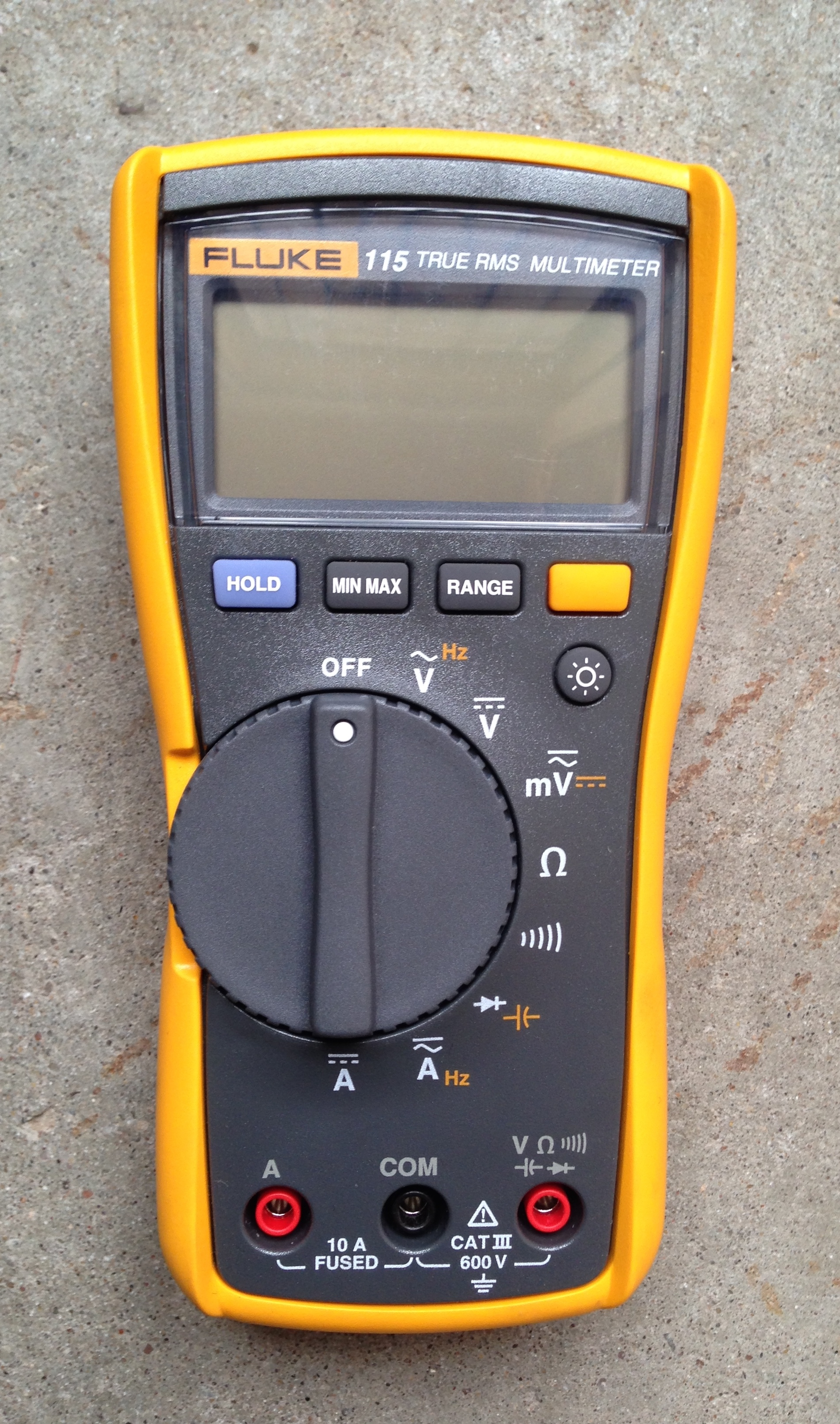
Un multímetre Fluke 115
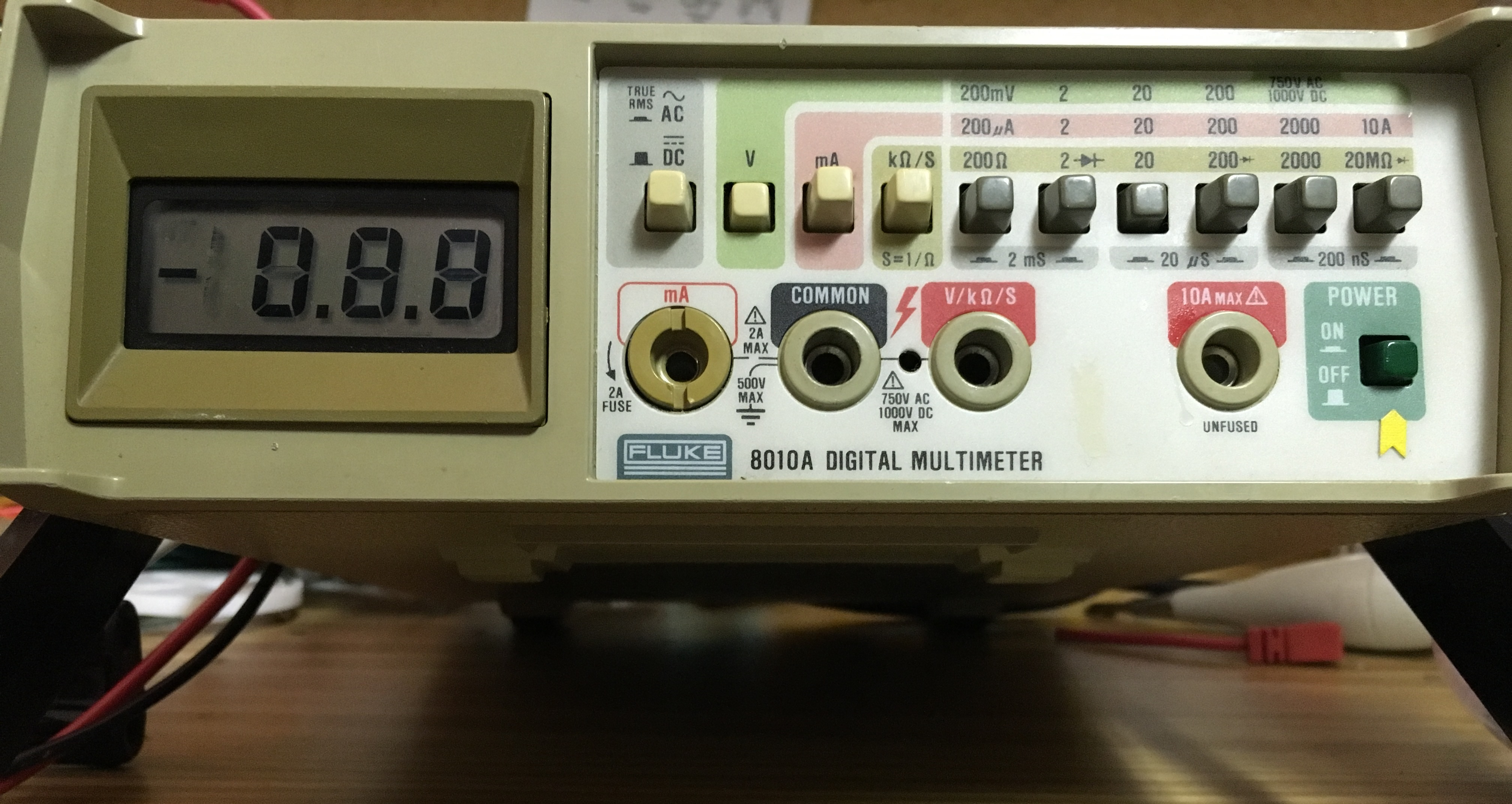
Multímetre de banc Fluke 8010a
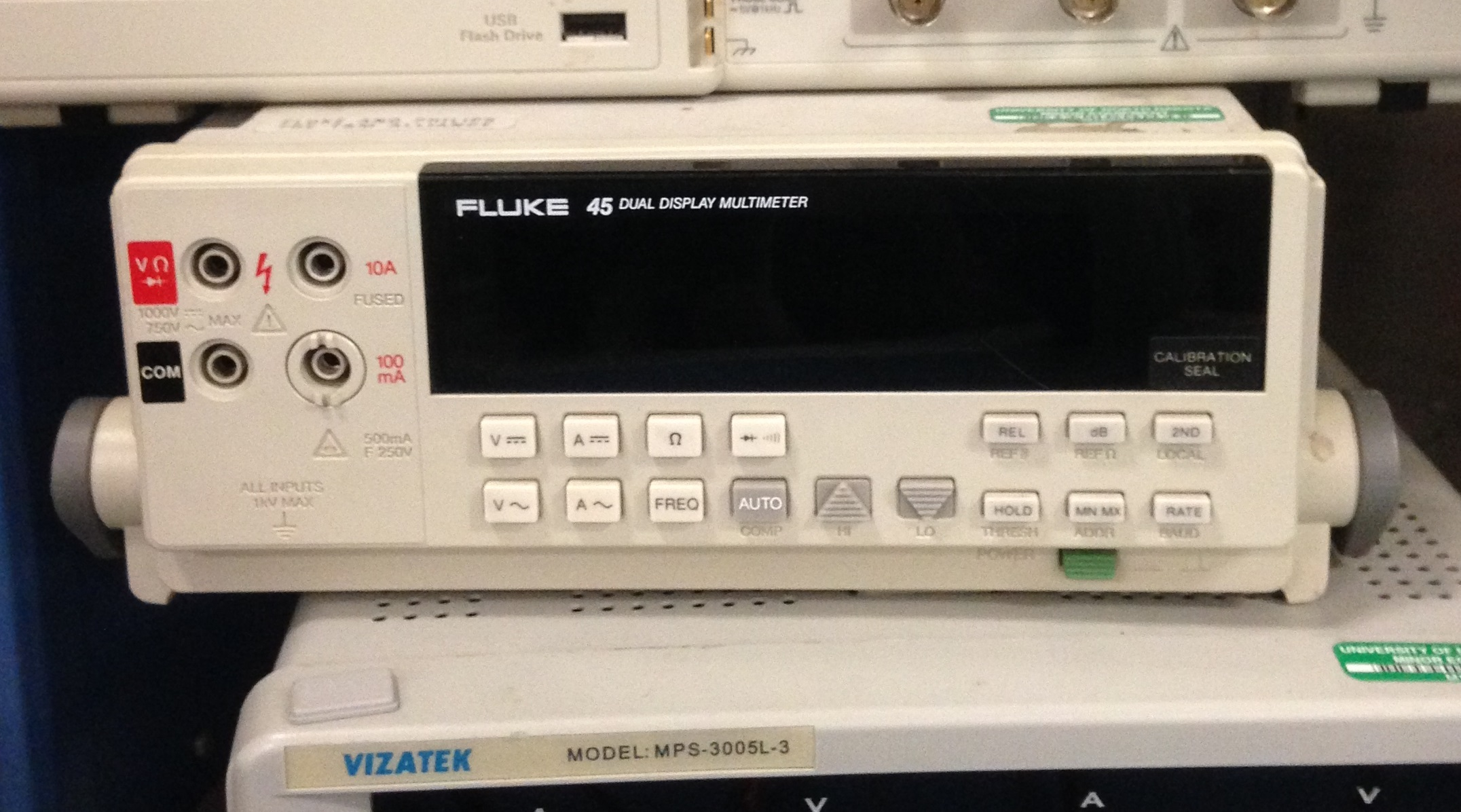
Un multímetre de banc Fluke 45 Dual Display
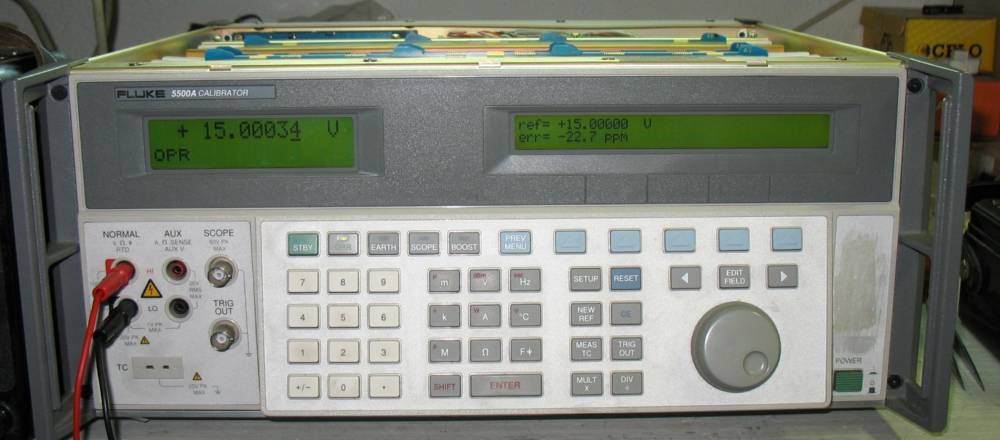
Un calibrador Fluke 5500
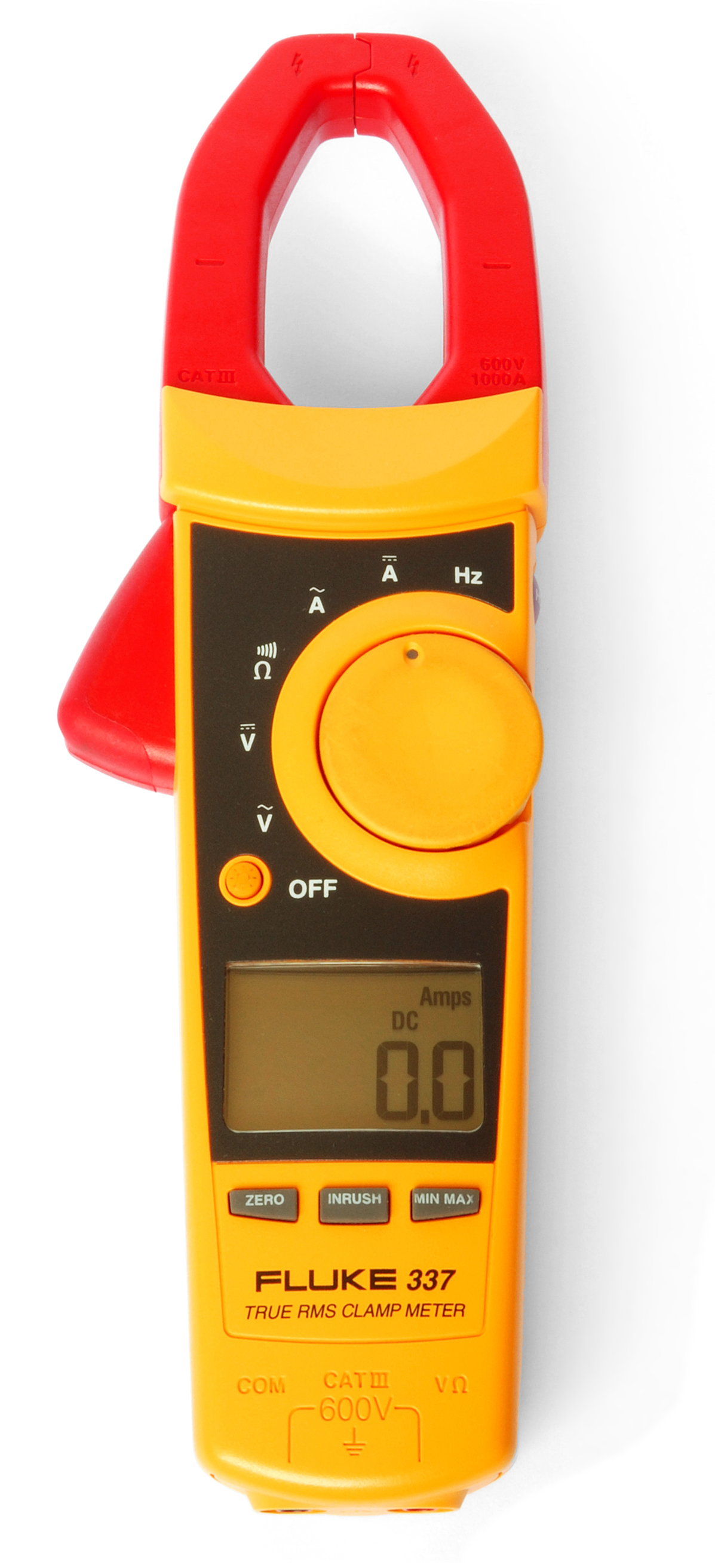
Un multímetre de pinça Fluke 337
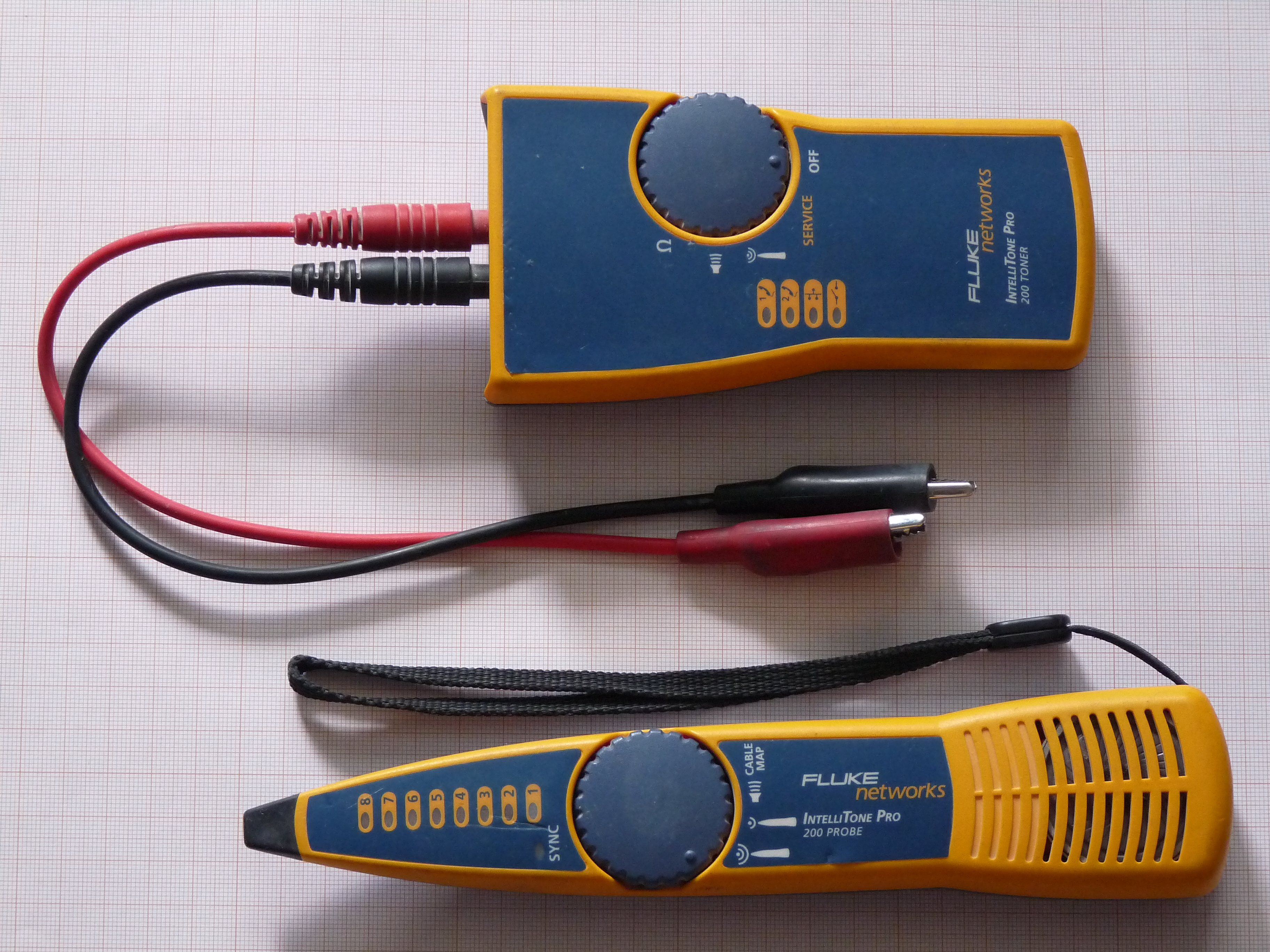
El kit de sondeig LAN IntelliTone Pro de Fluke Networks
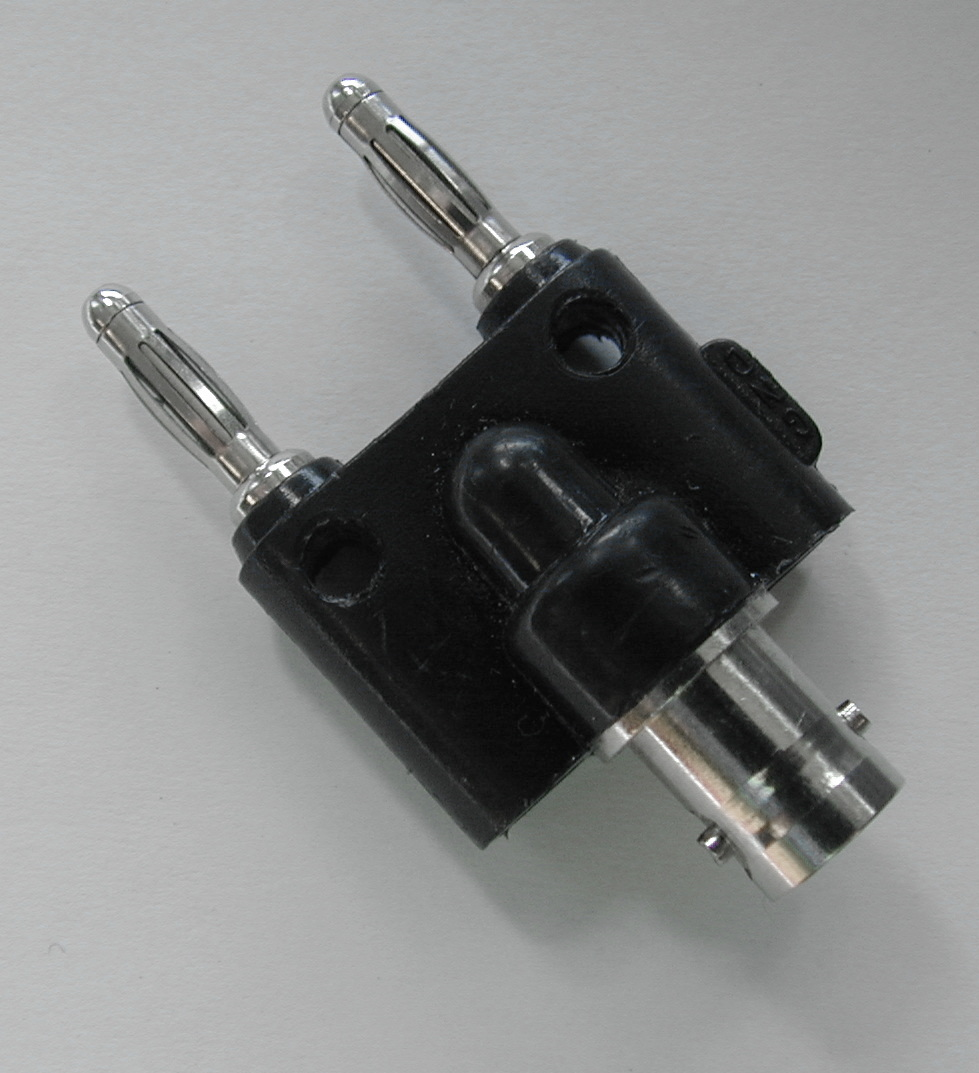
Adaptador entre unconnector BNCfemella i endolls plàtan fabricats per Pomona.
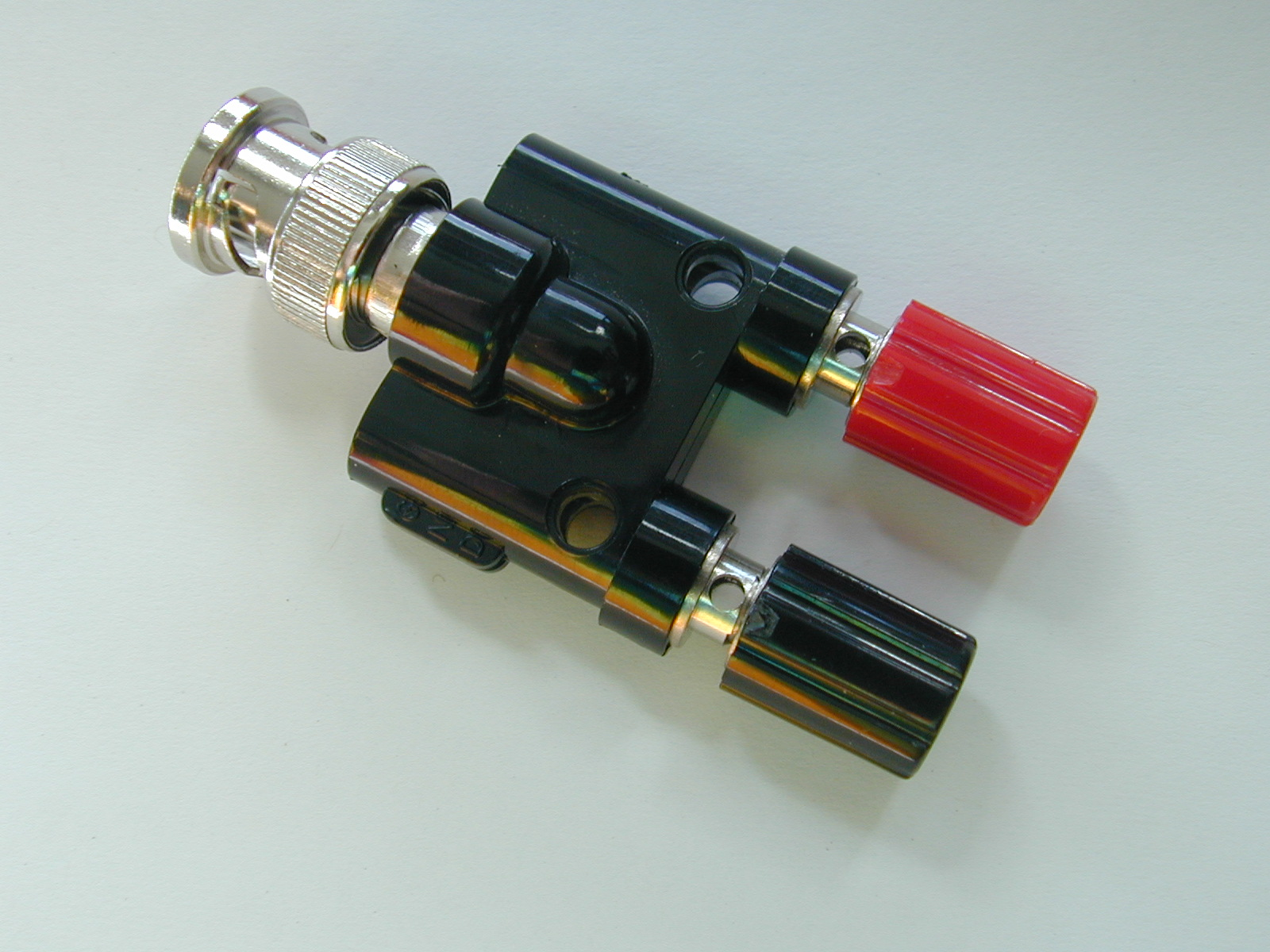
Adaptador entre pals d'unió de cinc vies i unconnector BNCmascle fabricat per Pomona.